# Шифра Масерија де Стефано (Потенца)
Шифра Масерија де Стефано (итал. Sciffra Masseria de Stefano) је насеље у Италији у округу Потенца, региону Базиликата.
Према процени из 2011. у насељу је живело 35 становника. Насеље се налази на надморској висини од 773 м.